# Hertug Hans Den Yngre
Hertug Hans Den Yngre er en dansk dokumentarfilm fra 1978.

## Handling
En film om Hans den Yngre (1545-1622), som var søn af Christian 3. og hertug af Slesvig-Holsten-Sønderborg. Fokus er på hans liv og levned på Als, hvor Kegnæs Kirke, Østerholm Slotsruin og Dronning Dorotheas Kapel besøges.